# Remy Bonjasky
Remy Kenneth Bonjasky, né le 10 janvier 1976  à Paramaribo, est un combattant néerlando-surinamais de K-1. Il mesure 1,92 m et pèse 105 kg. Il a commencé sa carrière professionnelle le 24 octobre 1999. Bonjasky a plusieurs surnoms : Flying gentleman, Black panther et Flying panther. Il remporte à trois reprises la K-1 Grand Prix. Son style de combat est le muay thaï. Il est célèbre pour son excellente défense, ses coups de pied volants et ses attaques en coups de genou.

## Biographie
Remy Bonjasky est né au Suriname (parfois appelé Guyane néerlandaise avant l'indépendance) et a déménagé aux Pays-Bas lorsqu’il avait 5 ans. Il a joué intensément au football au cours de son adolescence, mais après une fracture de la jambe, il choisit d'arrêter la compétition. À l'âge de 18 ans, un ami le conduit dans une salle de muaythaï (au célèbre Mejiro Gym d’Amsterdam). Il décide alors de se former et finalement devient un grand passionné de boxes pieds-poings.
Il dispute son premier combat à l'âge de 19 ans contre un pratiquant néerlandais d'arts martiaux mixtes (MMA) nommé Valentijn Overeem qu’il gagne par TKO. À partir de ce moment-là, il quitte son emploi d’opérateur de réseau et axe sa vie sur un entraînement sportif à plein temps. Malgré la perte de son premier combat de kick-boxing japonais (K-1-rules) dont la décision est contestable, il dispute son deuxième combat contre le grand combattant de K-1, Ray Sefo. Malgré ce challenge complètement fou et énormément risqué, il remporte le combat par TKO.

## Carrière
Le 6 décembre 2003 au K-1 World Grand Prix 2003, en quart de finale à Tokyo, au Japon, il rencontre l’Australien Peter "The Chief" Graham et remporte le combat par TKO au premier round. En demi-finale, il bât le Français Cyril Abidi victime de ses attaques en coups de genou volants. Il gagnera la finale, contre le Japonais Musashi par décision unanime.
En 2004, il s’adjuge de nombreuses victoires d’abord face à Tsuyoshi Nakasako, puis face à François Botha et Aziz Khattou enfin contre l’ex-champion de sumo Chad "Akebono" Rowan. Le 4 décembre 2004 au K-1 World Grand Prix 2004, avec trois victoires sur décision contre Ernesto Hoost, François Botha et Musashi, il s’empare d’un second sacre.
Le 19 novembre 2005 lors du K-1 World Grand Prix 2005 de finale à Tokyo, dans sa tentative pour conserver sa couronne, une troisième année consécutive, il est arrêté en demi-finale par Semmy Schilt par hors-combat sur un coup de genou.
Après un changement d’entraîneur, il revient en finale du K-1 World Grand Prix 2006. En quart de finale contre l'Allemand Stefan Leko, Bonjasky est touché à l'aine par deux fois lors du premier round et ainsi le match est reculé de 30 minutes pour lui permettre de se remettre. Lors de la reprise du combat Bonjasky s’impose par une décision unanime. Toutefois, en raison d'une blessure persistante à l'aine, il n’est pas en mesure de poursuivre le tournoi et est remplacé par Peter Aerts. 

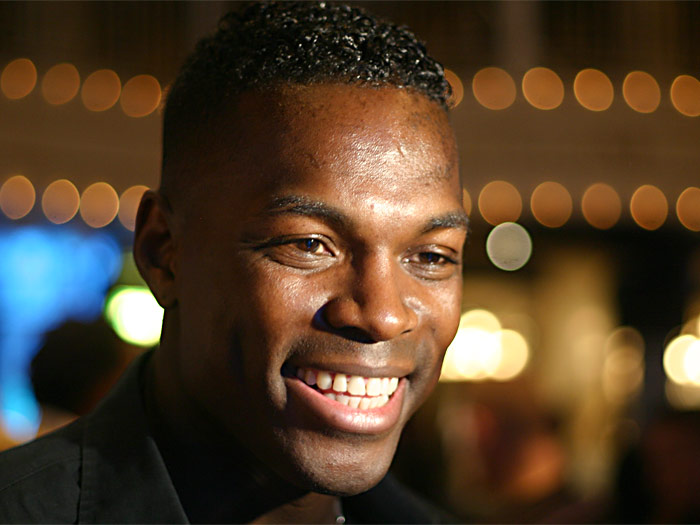
Remy-Bonjasky -
Source : [http://www.postproduktie.nl/bekend.htm www.postproduktie.nl

À la fin du mois de juillet 2007, Bonjasky contribue à l'arrestation, par la police néerlandaise, de deux délinquants britanniques. Les deux hommes ont tiré des fléchettes avec l’aide d’une arme lors du passage du fourgon de la police. Bonjasky est également victime de leur tir, touché par une fléchette. Après une poursuite en taxi de la fourgonnette des délinquants, il les rattrape et les conduit au poste de police. À la suite de l'arrestation, Bonjasky reçoit une médaille du mérite pour cet acte de bravoure.
Le 29 septembre 2007, Bonjasky dispute une revanche face à Stefan Leko lors des 16e de finale du K-1 World GP 2007 à Séoul. Il remporte le match après un arrêt de l’arbitre lors du premier round dont la décision est controversée. Cette victoire le qualifie pour les finales du K-1 World Grand Prix 2007 à Yokohama au Japon. En quart de finale, il gagne par décision aux points. En demi-finale, il perd contre la légende néerlandaise, Peter Aerts.
Bonjasky remporte le tournoi satellite du K-1 Grand Prix 2008 à Amsterdam face à Melvin Manhoef, puis le tournoi satellite du K-1 Grand Prix 2008 à Tapei contre Volk Atajev et enfin par décision (à la majorité des juges) contre Paul Slowinski en 16e de finale du K-1 World GP 2007 à Séoul.
Lors des phases finales du K-1 Grand Prix 2008 à Yokohama, en quart de finale il rencontre Jérome Lebanner, et remporte le match sur abandon au 3e round pour blessure au bras (une fragilité du Français datant de la demi-finale de 2002 face à Ernesto Hoost). Il remporte ensuite son 3e titre de K-1 face au Marocain Badr Hari par disqualification lors du second round. Alors que l’opposition promet une grande finale, Hari délivre sans raisons valables des frappes (incontrôlées) lors de la chute au sol de Bonjaski. L’arbitre est obligé de retenir les élans incontrôlés de Hari. Après un carton jaune de la part de l’arbitre et une longue décision des officiels, Hari est finalement disqualifié par arrêt médical de Remy Bonjaski pour incapacité à poursuivre le match.

## Son style de boxe
Remy Bonjaski est un kick-boxeur au style très classique dans sa façon de boxer et également dans sa façon d’entrer sur scène. Mais, il a quelque chose de plus que ses adversaires, une facilité à gérer l’opposition comme personne et une grande aisance en technique de frappe en jambe particulièrement pour un poids lourd.
Du côté de ses qualités physiques, il fait preuve d’une facilité déconcertante en termes de vitesse d’action (explosivité notamment) et de puissance de frappe. Son talent est tel qu’il donne l’impression de ne pas forcer.
Du côté de ses qualités techniques, c’est un modèle du genre, utilisant des coups de pied et de genou aux trois niveaux et particulièrement en ligne haute pour les techniques « volantes ». Il se rapproche des écoles de boxes pieds-poings hollandaises qui ont formé de grands combattants mais également des artistes du ring tels que Ivan Hippolyte, Marc Holland, Perry Ubeda et Ernesto Hoost. Tous quatre capables d’exploits techniques par leurs coups de pied flamboyants.
Il a rencontré, avec brio, les meilleurs combattants de son époque cela dans la catégorie des super-lourds. Sa réussite il la doit, outre à ses qualités physiques et à sa clairvoyance, mais surtout à son sens de l’adaptation et de l’exploitation du jeu adverse.
| Rubrique d’observation                                    | Relevés d’observation | Jeu dominant et particularités | Illustration |
| --------------------------------------------------------- | --- | --- | ------------ |
| Pour quelles raisons principales gagne-t-il ses combats ? | - Gestion du jeu efficace avec des facultés exceptionnelle de vision (coup d’œil), lucidité et d’intelligence (en termes d’adaptation à l’adversaire et d’exploitation de l’activité adverse) - Qualités physiques hors normes, à la fois hypertonique, endurant, rapide, puissant et solide - Qualités mentales remarquables : Concentré, déterminé, constant, vaillant et imperturbable | - Il associe un grand nombre de dispositions naturelles et de compétences techniques qui explique sa performance. Mais par-dessous tout, c’est son sens de l’adaptation et de l’exploitation qui font sa réussite |              |
| Analyse globale de sa boxe                                | - Très souvent en garde haute et plutôt rentrée. Utilisation d’un « écran de protection » aux attaques adverses à l’aide de ses gants et avant-bras - Très respectueux de ses adversaires (Qualité qui en fait son charme) | - Boxe très fine et intelligente. Beaucoup de sobriété gestuelle c’est-à-dire, dépouillée de tout artifice technique mise à part ses coups de pied et de genou sautés - Sa boxe est spectaculaire sur le plan technique grâce à ses techniques volantes et ses coups de pied en ligne haute. Par contre, son sens de la communication est fade (ce n’est pas un show-man mais son talent technique compense largement) - Boxe orientée sur un travail de coups de pied circulaire longs (round-kick) avec des coups de poing directs des deux bras (jab et cross). Façon de combattre proche d’une « boxe amateur » - Coups précis et dans le timing - Travail à grande distance, le mettant à l’abri des boxeurs de corps à corps et des bagarreurs |              |
| Originalité de sa boxe                                    | - Défense haute par blocages d’avant-bras mais en contrepartie peu de blocages avec les tibias sur les attaques en ligne basse (encaisse souvent les low-kicks)!? - Métamorphosé d’un combat à un autre dans sa façon de faire et de gérer la confrontation (Adapte ses stratégies aux adversaires) | - Donne l’impression d’être très déterminé et volontaire. Jamais en position de dilettante, ce qui est un signe de respect pour ses supporters - Façon de combattre plus proche d’un style de « boxe amateur » (Avec des offensives dans l’axe direct d’affrontement et chargé en grande partie de coups de pied circulaires) - Les offensives de jambes visent en forte proportion la face avec une quantité d’attaques circulaires en pied notamment les flancs et en genoux sur le tronc). De rares frappes inutiles dans les gants et de recherche de « sape » des bras adverses - Sa spécificité technique tient à ses coups de genou au corps à corps et à ses techniques de jambe en bondissant et en s’élevant                               |              |
| Points forts                                              | - Capacité à boxer à reculons en coups de pied et à réagir très vite sur les tentatives adverses - Adaptation défensive par pas de retrait (juste ce qu’il faut, c’est-à-dire avec économie) | - Sens de l’observation très aigu - Exploite le travail adverse notamment dans la ligne directe en technique de poing (cross) et sur les flancs en coup de pied circulaire - Réactions défensives très vives - Contre-attaques dans le « timing » idéal - Précision « chirurgicale » des coups |              |
| Faiblesses                                                | - Difficulté à bouger le tronc lors des phases défensives notamment lorsqu’il est acculé aux cordes (Désaxage) - Difficulté à boxer avec ses poings à reculons - Difficulté à « lire » les attaques en coups de pied bas (low-kicks) - En grand danger lorsqu’il est en appui sur les cordes (La boxe dos aux cordes ne semble pas être son point fort) | - Lors de plusieurs combats, il a été atteint en contre. Cela provient, sûrement, de son manque de mobilité du tronc en attaque |              |
| Caractéristiques physiques et mentales                    | - Grande détente verticale pour l’exécution des coups de genou et de pied sautés - Grande vitesse de bras en attaque - « Jeu de jambes » très dynamique (pas de retrait et pas de côté efficaces. Excepté lorsqu’il est bloqué sur les cordes, sa capacité à se dégager est réduite | - Menton très solide (est rarement allé au tapis sur un coup à la face) - Envergure conséquente favorisant un travail dominant de coups longs |              |
| Latéralité                                                | - Vrai garde. Rares changements de garde | - Habituellement il utilise ses armes arrières (poing, pied et genou arrière) - Capacité à frapper fort des deux bras et des deux jambes |              |
| Posture                                                   | - Orientation des épaules plutôt frontale et appuis un peu écartés - Très souvent, son buste est en position verticale avec le haut du dos enroulé, la tête relevée (ce qui en fait son style particulier) - Le plus souvent, sa garde est très haute (niveau des yeux) et ses gants légèrement rentrés - Utilise rarement la garde latérale et la garde inversée poing avant en ligne basse | - Attitude assez rigide et droite (très proche de l’enseignement de la boxe académique du XIXe siècle et du début du XXe siècle) - D’un combat à l’autre et d’une situation à l’autre, il adapte la position de son tronc, sa garde et le transfert de charge sur les appuis, compte tenu de l’activité adverse |              |
| Dispositions physiques et mentales                        | - Frappes puissantes et explosives (Bon punch) - Condition physique exceptionnelle (Gros « souffle ») - Débit de coups peu important (ses offensives sont rarement des séries de coups) | - Grande vitesse d’action - Mental très solide (Imperturbable et sûr de lui) |              |
| Style de boxe                                             | - Attitude plutôt rigide du tronc donc très peu de désaxages et mouvements de buste - Répertoire technique de jambes très sobre mais de grande esthétique gestuelle (plutôt des coups classiques avec quelques techniques sautées aussi bien en techniques de pied que de genou). Absence de coups de pied de balayages et coups retournés - De rares uppercuts et quelques overhands - Recherche dominante de coups de pied circulaires qui vont affaiblir l’adversaire plus que de coups « durs » à proprement parler. N’est pas dans le registre de marquage de points non plus - Peu de prises d’initiative avec un attentisme efficace (Ce dernier, illustré pas des coups de contre et ripostes foudroyantes. Dès qu’il sent une difficulté chez l’adversaire, il utilise l’opportunité pour lui bondir dessus (notamment en coup de genou sauté) | - Les séries sont composées essentiellement de techniques de directs (« Jab » et « cross »), avec quelques cross « plongeants » - Peu de « déchets » de coups (C’est-à-dire peu d’attaques inutiles) - Les actions offensives semblent très calculées |              |
| Gestion du ring                                           | - « Presse » très rarement l’opposant. Travail dominant sur le « reculoir » (fait habituellement l’extérieur du ring) - Utilise rarement les cordes à son avantage - Tourne autour de son adversaire quand il est « pressé » - Replace dans l’axe ses adversaires par des petits pas pour leurs « couper la route » | - Capacité à évoluer dans les trois configurations (en avançant, en reculant et en tournant) |              |
| Façon de défendre                                         | - Dominante de blocages des avant-bras pour les frappes au tronc. Plus rarement, utilisation de pas de retrait et de côté. D’une manière générale, très économe dans sa façon de défendre | - Les blocages avec peu d’absorption des chocs est en quelque sorte une de ces « marques de fabrique » |              |
| Façon de contre-attaquer                                  | - Des ripostes explosives après des blocages efficaces - Coups de contre en coups de pied circulaires sur initiative et sur avancée adverse qui lui ont permis de réussir de nombreux hors-combats. Notamment sur les flancs et le visage | - Des ripostes explosives en coups de genou qui font la particularité de sa boxe |              |
| Façon d’attaquer                                          | - Coups de pied circulaires à grande distance notamment à la face - Coups de pied circulaires dans les flancs (d’ailleurs très « dévastateurs ») - Directs à grande course en séries de plusieurs coups - Attaques souvent rapides et explosives | - Capacité à frapper fort en coup de pied circulaire à reculons (contrairement à ses techniques de poings peu utilisées sur le « reculoir ») - Offensives calculées (c’est-à-dire, non stéréotypées et arrivant au bon moment) avec peu de « déchets » gestuels - Beaucoup plus de coups sur les cibles latérales que frontales - Petits désaxage du tronc lors de ses offensives (ce qui le sauve souvent face à des adversaires contreurs) |              |
| Construction du jeu                                       | - Construit ses attaques avec des coups de pied circulaires (jabs suivis de cross souvent plongeants) - Actions explosives des deux bras à partir d’une position du tronc peu décentrée - Séries en grande partie liées des deux bras avec peu de liaison poing-pied et pied-poing - Les techniques utilisées sont de nature standard (nombreux directs et peu de crochets et d’uppercuts) | - Attaques plutôt directes mais bien calculées (souvent d’un à-propos « exemplaire ». |              |
| Problèmes posés à l’adversaire                            | - Difficulté à l’atteindre due à sa grande capacité à observer et réagir. Même, si l’on constate une faiblesse dans sa faculté à esquiver et absorber les chocs | - La plupart de ses adversaires sont victimes de sa boxe en « attentiste », de son attitude de grande vigilance et disponibilité, de la vivacité de ses attaques et de ses contre-attaques notamment en coups de genou |              |

## Palmarès
(Au 06/12/2008)
- Vainqueur du K-1 World Grand Prix 2003, 2004, 2008.
- Vainqueur du K-1 World GP II  de Las Vegas 2003
- Champion du monde professionnel WPKA des super-lourds 1999

 (novembre 2015).